# Kurtka M65

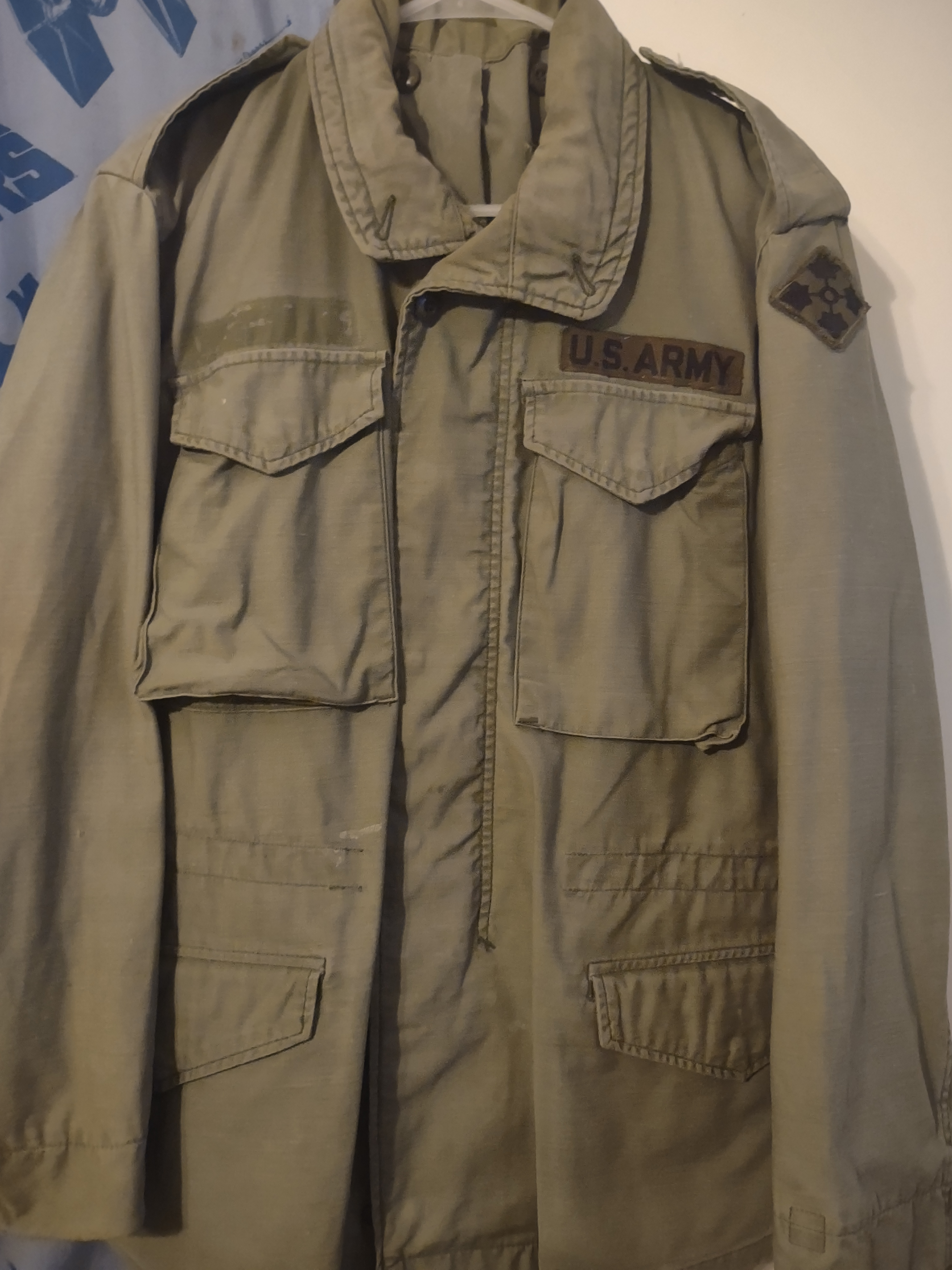
Kurtka M65

Kurtka M65 (ang. M-1965 field jacket) – kurtka używana przez United States Army w latach 1965–2009, należąca do systemu M65.

## Historia
Kurtkę zaprojektowała firma Alpha Industries dla US Army, a do użytku oficjalnie wprowadzono ją 17 marca 1970 roku. Zastąpiła ona starsze kurtki M51. M65 była szeroko stosowana przez US Army podczas wojny w Wietnamie, gdzie była niezwykle użyteczna podczas zimnych pór monsunowych. W roku 2009 system M65 ostatecznie zakończył swoją karierę w armii amerykańskiej, ustępując nowszemu Extended Cold Weather Clothing System.

## Budowa
Zasadniczą różnicą pomiędzy M51 a M65 jest stójka, która zastąpiła klasyczny kołnierz. Kurtka posiada cztery kieszenie zapinane na napy. Zapinana jest na zamek błyskawiczny i listwę z napami. Posiada także stały kaptur z tkaniny NYCO w splocie Oxford chowany w kieszeni w stójce. Ponadto istnieje możliwość dopięcia kaptura zimowego od Parki M65. Kurtka posiada także dopinaną na guziki podpinkę. W pierwszych kurtkach stosowano podpinkę od M51, później zastąpiono ją nowszą nylonową wypełnioną watą poliestrową. Kurtka wykonana jest z tkaniny NYCO (50% nylon, 50% bawełna), cechującej się duża wytrzymałością. Kurtka M65 fabrycznie jest zaimpregnowana specyfikiem o nazwie Quarpel, co zapewnia ochronę przed małym deszczem. Mankiety kurtki regulowane są za pomocą rzepów.

## Wersje kurtki
Kurtki M65 produkowane dla US Army występowały w czterech wariantach kamuflażowych. Pierwsze były w kolorze olive green (OG-107) – produkowano je w latach 1966–1991. Od roku 1982 w związku z podjęciem decyzji o wprowadzeniu w armii kamuflażu Woodland podjęto produkcje kurtek w tym kamuflażu, a w 1989 roku wprowadzono także wersję w kamuflażu pustynnym 3 Color Desert Pattern. Niedługo po wprowadzeniu do US Army kamuflażu UCP, pojawił się też projekt kurtki M65 w tym kamuflażu. Nowa kurtka posiadała kilka modyfikacji między innymi brak naramienników i rzepy na ramionach. Z uwagi na wykorzystywanie w US Army bardziej zaawansowanych technicznie kurtek nowa M65 nie przyjęła się.
Z uwagi na wysoką wartość użytkową kurtki, także armie innych krajów stosują kurtki wzorowane na M65. Takimi przykładami może być armia austriacka lub chorwacka.

## Odniesienia kulturowe
Kurtka M65 przeniknęła do kultury masowej. Jest określona jako kultowa, obok takich rzeczy jak Coca-Cola czy 501-ki Levi’s. Stała się modna, między innymi w USA i w Polsce (zwłaszcza w PRL).
W filmach występowali w niej na przykład:
- Robert De Niro w Taxi Driver,
- Sylvester Stallone w First Blood,
- Michael Biehn w The Terminator,
- Al Pacino w Serpico,
- Krzysztof Kowalewski i Andrzej Fedorowicz w filmie Miś
- Bronisław Cieślak w serialu 07 zgłoś się (właściwie jej naśladownictwo wyprodukowane przez przedsiębiorstwo państwowe ASTRA)[6].